# Paraneetroplus gibbiceps
Paraneetroplus gibbiceps är en fiskart som först beskrevs av Steindachner, 1864.  Paraneetroplus gibbiceps ingår i släktet Paraneetroplus och familjen Cichlidae. Inga underarter finns listade i Catalogue of Life.